# Gibanica
Gibanica je naziv za vrstu slojevite pite sa sirom vrlo raširene u hrvatskoj kuhinji. Obično je nadjevena bijelim kravljim sirom s uljem i jajima, ili rjeđe, umjesto sira, s mesom, krumpirom ili špinatom. Od pita se razlikuju po nešto debljim korama. 
Slični specijaliteti se rade diljem država jugoistočne Europe, u Srbiji, Makedoniji (pod istim imenom), u Bugarskoj, gdje je poznata pod imenom banica.
U nekim dijelovima Hrvatske (poput zagrebačke regije i Hrvatskog zagorja) naziv gibanica može se odnositi i na orahnjače i makovnjače.